# Gryllus
A Gryllus a valódi tücskök rendszertani családjának egyik neme. Az ide tartozó fajok Eurázsiában, Afrikában, Észak- és Dél-Amerikában élnek.

## Fajok
A genusba 102 faj tartozik. Magyarországon a mezei tücsök képviseli.
 Gryllus Linnaeus, 1758 alnem
1. Gryllus abditus Otte & Peck, 1997
2. Gryllus abingdoni Otte & Peck, 1997
3. Gryllus abnormis Chopard, 1970
4. Gryllus alexanderi Otte & Cowper, 2007
5. Gryllus amarensis (Chopard, 1921)
6. Gryllus ambulator Saussure, 1877
7. Gryllus argenteus (Chopard, 1954)
8. Gryllus argentinus Saussure, 1874
9. Gryllus arijua Otte & Perez-Gelabert, 2009
10. Gryllus armatus Scudder, 1902
11. Gryllus assimilis (Fabricius, 1775)
12. Gryllus ater Walker, 1869
13. Gryllus barretti Rehn, 1901
14. Gryllus bellicosus Otte & Cade, 1984
15. Gryllus bermudensis Caudell, 1903
16. Gryllus bicolor Saussure, 1874
17. Gryllus bimaculatus De Geer, 1773
18. Gryllus braueri (Karny, 1910)
19. Gryllus brevecaudatus (Chopard, 1961)
20. Gryllus brevicaudus Weissman, Rentz & Alexander, 1980
21. Gryllus bryanti Morse, 1905
22. Gryllus campestris Linnaeus, 1758 - mezei tücsök
23. Gryllus capitatus Saussure, 1874
24. Gryllus carvalhoi (Chopard, 1962)
25. Gryllus cayensis Walker, 2001
26. Gryllus chaldeus (Uvarov, 1922)
27. Gryllus chappuisi (Chopard, 1938)
28. Gryllus chichimecus Saussure, 1897
29. Gryllus chisosensis Weissman & Gray, 2019
30. Gryllus cohni Weissman, 1980
31. Gryllus conradti (Bolívar, 1910)
32. Gryllus contingens Walker, 1869
33. Gryllus darwini Otte & Peck, 1997
34. Gryllus debilis Walker, 1871
35. Gryllus firmus Scudder, 1902
36. Gryllus fultoni (Alexander, 1957)
37. Gryllus fulvipennis Blanchard, 1851
38. Gryllus galapageius Scudder, 1893
39. Gryllus genovesa Otte & Peck, 1997
40. Gryllus insularis Scudder, 1876
41. Gryllus integer Scudder, 1901
42. Gryllus isabela Otte & Peck, 1997
43. Gryllus jallae Giglio-Tos, 1907
44. Gryllus jamaicensis Walker, 2009
45. Gryllus kapushi Otte, 1987
46. Gryllus krugeri Otte, Toms & Cade, 1988
47. Gryllus leei Weissman & Gray, 2019
48. Gryllus lightfooti Weissman & Gray, 2019
49. Gryllus lineaticeps Stål, 1861
50. Gryllus locorojo Weissman & Gray, 2012
51. Gryllus longicercus Weissman & Gray, 2019
52. Gryllus luctuosus (Bolívar, 1910)
53. Gryllus madagascarensis Walker, 1869
54. Gryllus makhosica Weissman & Gray, 2019
55. Gryllus mandevillus Otte & Perez-Gelabert, 2009
56. Gryllus marchena Otte & Peck, 1997
57. Gryllus maunus Otte, Toms & Cade, 1988
58. Gryllus maximus (Uvarov, 1952)
59. Gryllus meruensis Sjöstedt, 1910
60. Gryllus miopteryx Saussure, 1877
61. Gryllus montis Weissman & Gray, 2019
62. Gryllus multipulsator Weissman, 2009
63. Gryllus mundus Walker, 1869
64. Gryllus mzimba Otte, 1987
65. Gryllus namibius Otte & Cade, 1984
66. Gryllus navajo Weissman & Gray, 2019
67. Gryllus nyasa Otte & Cade, 1984
68. Gryllus opacus Chopard, 1927
69. Gryllus ovisopis Walker, 1974
70. Gryllus parilis Walker, 1869
71. Gryllus pennsylvanicus Burmeister, 1838
72. Gryllus personatus Uhler, 1864
73. Gryllus peruviensis Saussure, 1874
74. Gryllus pinta Otte & Peck, 1997
75. Gryllus planeta Weissman & Gray, 2019
76. Gryllus providiensis Cadena-Castañeda, 2021
77. Gryllus quadrimaculatus Saussure, 1877
78. Gryllus regularis Weissman & Gray, 2019
79. Gryllus rixator Otte & Cade, 1984
80. Gryllus rubens Scudder, 1902
81. Gryllus saxatilis Weissman & Gray, 2019
82. Gryllus scudderianus Saussure, 1874
83. Gryllus signatus Walker, 1869
84. Gryllus sotol Weissman & Gray, 2019
85. Gryllus staccato Weissman & Gray, 2019
86. Gryllus subpubescens (Chopard, 1934)
87. Gryllus texensis Cade & Otte, 2000
88. Gryllus thinos Weissman & Gray, 2019
89. Gryllus transpecos Weissman & Gray, 2019
90. Gryllus urfaensis Gumussuyu, 1978
91. Gryllus veintinueve Weissman & Gray, 2019
92. Gryllus veletis (Alexander & Bigelow, 1960)
93. Gryllus veletisoides Weissman & Gray, 2019
94. Gryllus vernalis Blatchley, 1920
95. Gryllus vicarius Walker, 1869
96. Gryllus vocalis Scudder, 1901
97. Gryllus vulcanus Weissman & Gray, 2019
98. Gryllus zaisi Otte, Toms & Cade, 1988

Homaloblemmus Saussure, 1877 alnem
1. Gryllus rhinoceros Gorochov, 2001
2. Gryllus zambesi (Saussure, 1877)

alnembe nem sorolt
1. †Gryllus fuchsi Handlirsch, 1907
2. †Gryllus vociferans Cockerell, 1925